# Kusaal (Volk)

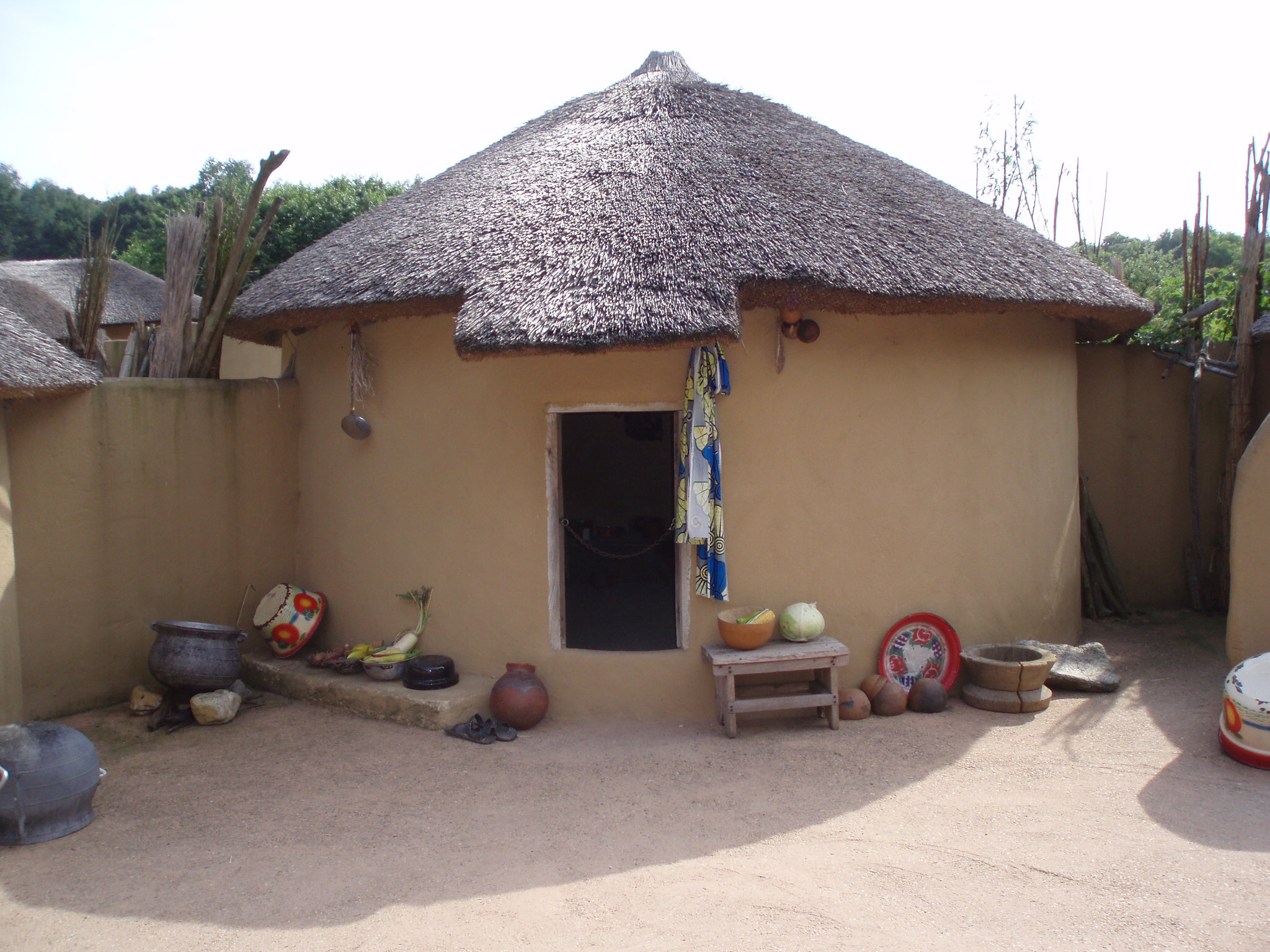
Ein Kusaal-Haus

Die Kusaal sind ein Volk in Ghana, Togo und Burkina Faso, das auch Kusale, Koussassé oder Kusasi genannt wird. 
In Ghana leben zwischen 420.000 und 437.000 Kusaal mit dem Siedlungsgebiet im Bawku District im Nordosten des Landes. In Togo leben ca. 11.000 Kusaal, in Burkina Faso ca. 21.000. Die Kusaal in Burkina Faso leben überwiegend in den Provinzen Nahouri und Boulgou in einigen Ortschaften südlich von Zabré im zentralen Süden des Landes.
Sie sprechen Kusaal als Muttersprache.